# Bence György (filozófus)

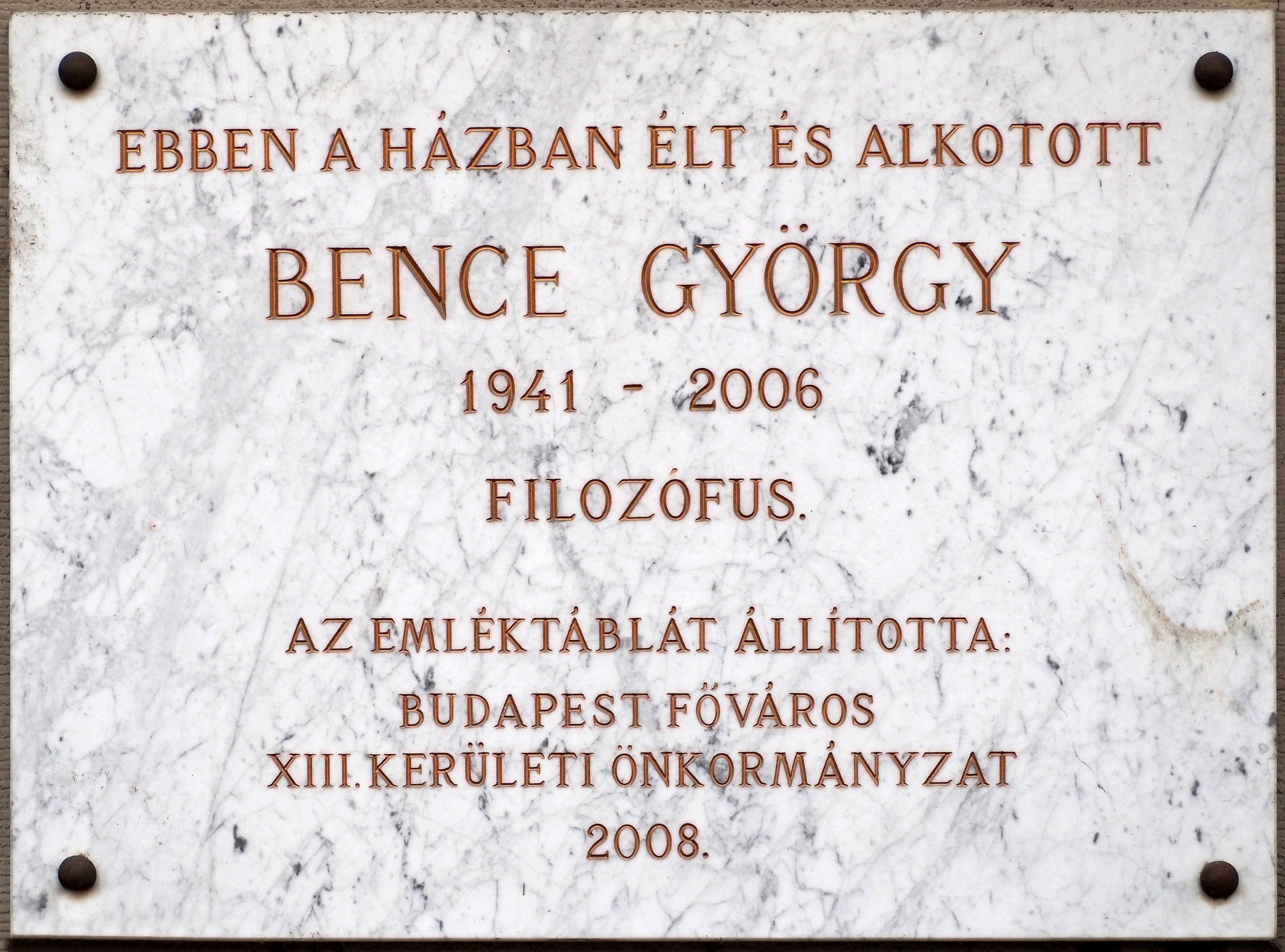
Bence György emléktáblája egykori lakhelyén, a Katona József utca 27. szám alatt

Bence György (Budapest, 1941. december 8. – Budapest, 2006. október 28.) egyetemi tanár, filozófus, 1990 és 1994 között politikai tanácsadó, majd politikai kommentátor.

## Családja
Édesapja Feledi Sándor jogi doktorátust szerzett, de a zsidótörvények miatt már nem vették fel a kamarába. A Don-kanyarban halt meg munkaszolgálatosként. Anyai ágon kispolgári családból származik. A nagypapa csilláros és bronzműves volt, iparrajz-iskolai végzettséggel. A nagymamával együtt túlélte a nyilas időket. Édesanyja a zsidó gimnáziumba járt egy ideig, de nem végezte el, a nagypapa üzletében dolgozott. Őt deportálták Ausztriába. Édesanyja a háború után férjhez ment a munkaszolgálatból hazatérve buzgó kommunistává lett Bence Pálhoz. Felesége Kovács M. Mária volt. Egyetlen fiúk: Bence Ádám Aladár.

## Életrajza
A budai József Attila Gimnáziumban érettségizett. 1966-ban diplomázott az ELTE Bölcsészkarán filozófiából. Az MTA Filozófiai Intézetének lett tudományos segédmunkatársa, ahonnan politikai okokból 1968-ban eltávolították. 1972-ben foglalkoztatási és publikációs tilalom alá került, így Lukács György és Márkus György témavezetésével 1972-ben elkészült disszertációját csak 17 évvel később, 1989-ben védhette meg. 1972-től a rendszerváltásig szerkesztőként és szabadfoglalkozású fordítóként dolgozott. 1983-ban, nemzetközi emberi jogi szervezetek nyomására kapott először útlevelet, így többször adhatott elő és kutathatott rövidebb ideig amerikai egyetemeken.
1977-ben Kis Jánossal együtt kezdeményezte a Charta ’77 melletti szolidaritási nyilatkozatot.
A rendszerváltáskor a korábbi foglalkoztatási tilalommal és annak következményeivel kapcsolatban rehabilitálták, ekkor nevezték ki docensnek az ELTE Bölcsészettudományi Kar Filozófiai Tanszékcsoportjánál, ahol 1990-től egyetemi tanárként modern társadalomfilozófiát és politikafilozófiát oktatott. Tudományos és tanári munkája mellett politikai konzultánsként és kommentátorként is tevékenykedett.
1986-tól kezdeményezte és gondozta a párizsi Magyar Füzetekben a Babér és Tövis című kritikai rovatot.
1989-es alapításától 1995-ig a BUKSZ szerkesztőbizottságának tagja, 1991 és 1993 között a szerkesztőbizottság társelnöke, majd 1994–1995-ben a szerkesztőbizottság elnöke.
1992-ben Veér Andrással közösen megalapítja a Láthatatlan Kollégiumot. A Kollégium 2003-ig működött, 1997-ben a Kollégiumot Hannah Arendt díjjal tüntették ki.
1990 és 1994 között Orbán Viktor tanácsadója volt.
1992/93-ban a Woodrow Wilson International Center for Scholars (Washington, D.C.) meghívott kutatója (fellowja) volt.
2005-ben alapította meg a Metazin internetes szemlét, melynek haláláig főszerkesztője volt.
2006-ban az újrainduló Filozófiai Írók Tára: Harmadik folyam szerkesztőbizottságának tagja lett.
2007-ben posztumusz Szent-Györgyi Albert-díjjal tüntették ki.

## Főbb munkái
- Kritikai előtanulmányok egy marxista tudományfilozófiához, Disszertáció, 1972, az 1989-ben lezajlott védés dokumentumaival. MTA Filozófiai Intézete, Budapest, 1990. ISBN 963 7065 199.
- Bence György, Kis János, Márkus György: Hogyan lehetséges kritikai gazdaságtan? (1972), T–Twins, Budapest, 1993.
- Bence György és Kis János, Marc Rakovski álnéven: A szovjet típusú társadalom marxista szemmel (1977) Magyar Füzetek Könyvei, Párizs, 1986.
- Political Justice in Post-Communist Societies: The Case of Hungary, The Woodrow Wilson International Center for Scholars, Washington, D.C., 1991.
- Seymour Martin Lipset, György Bence: „Anticipations of the failure of communism”. Theory and Society 23 (1994):2, 169–210.
- Válogatott politikai-filozófiai tanulmányok, 1990-2006; szerk., előszó, utószó Pogonyi Szabolcs; L'Harmattan, Bp., 2007 (Politikai filozófia)